# Dashuigou Xiang
Dashuigou Xiang (kinesiska: 大水沟, 大水沟乡) är en socken i Kina. Den ligger i provinsen Yunnan, i den sydvästra delen av landet, omkring 240 kilometer söder om provinshuvudstaden Kunming. Antalet invånare är 18 150. Befolkningen består av 8 420 kvinnor och 9 730 män. Barn under 15 år utgör 19,0 %, vuxna 15-64 år 73 %, och äldre över 65 år 6,0 %.
Genomsnittlig årsnederbörd är 2 442 millimeter. Den regnigaste månaden är juli, med i genomsnitt 594 mm nederbörd, och den torraste är februari, med 28 mm nederbörd.